# Sturzbecher

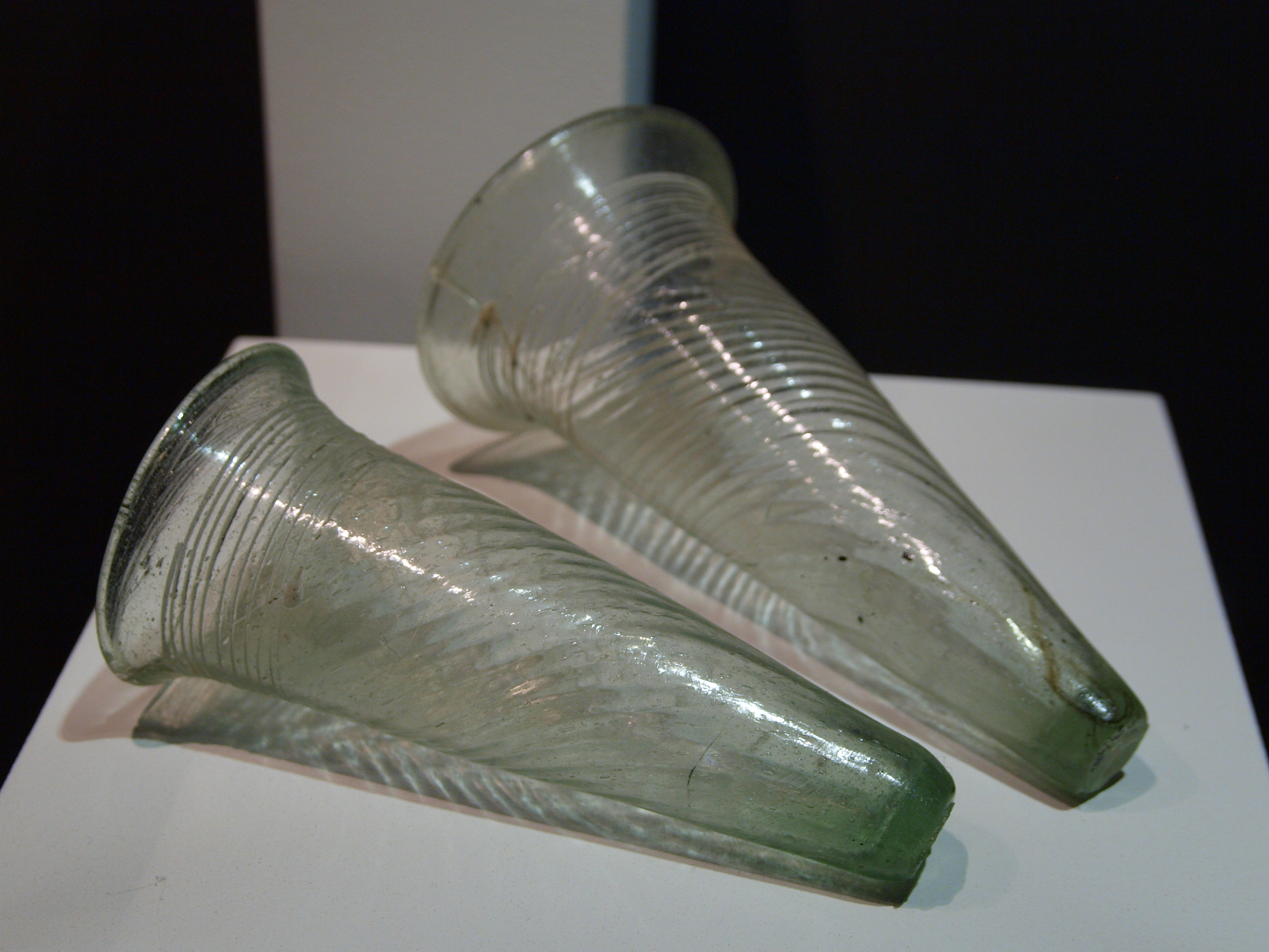
Zwei Sturzbecher aus Straubing (ca. 6./7. Jahrhundert)

Ein Sturzbecher ist ein Becher oder Pokal, der auf Grund seiner Formgebung ohne Fuß nicht abgestellt werden kann, sondern gestürzt d. h. auf dem Trinkrand ruhend.
Er besteht aus dem hohlen Kelchteil und einem unten spitz oder gerundet zulaufenden stielähnlichem Griffteil, wodurch der Sturzbecher nur entleert umgekehrt abgestellt werden kann. In gefülltem Zustand muss er in der Hand oder einem speziellen Gestell gehalten werden.

## Sturzbecher in der Antike
Schon in spätrömischer Zeit sind gläserne Becher angefertigt worden, die nur umgedreht auf dem Rand abgestellt werden konnten. Typische Sturzbecher des frühen Mittelalters dienten als Grabbeigaben in gut ausgestatteten Bestattungen. Aus dieser Zeit sind zahlreiche Exemplare in Museen und Sammlungen gelangt.

## Sturzbecher im Frühmittelalter

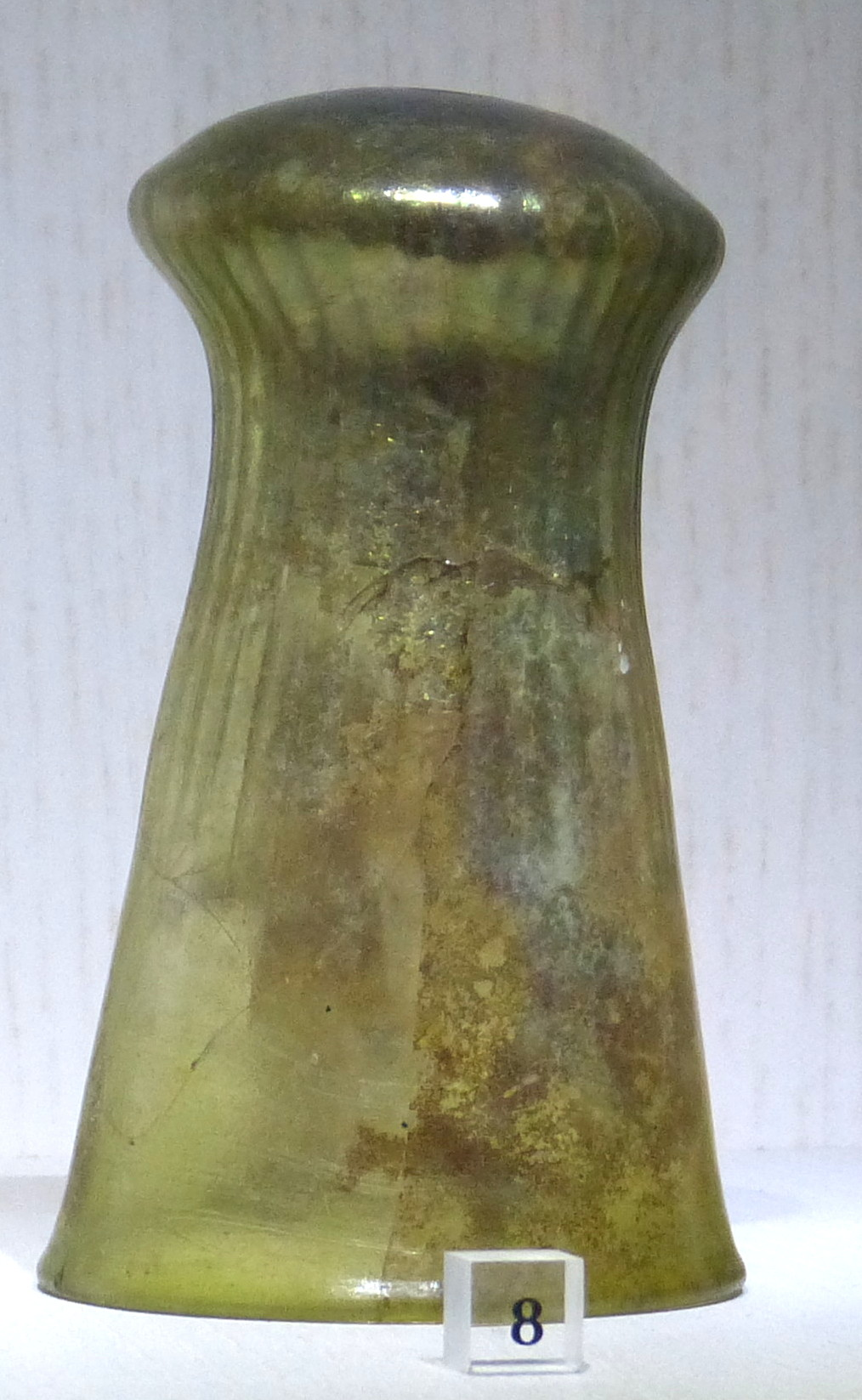
Sturzbecher (Wackelbecher), ca. 6./7. Jahrhundert.

Der frühmittelalterliche Sturzbecher ist die Hauptglasform des Frühmittelalters und besitzt keine direkten Vorläufer im Spätrömischen. Die Form entwickelte sich vermutlich gegen Ende des 5. Jahrhunderts nach Christus aus den breiten glockenförmigen Bechern über verschiedene Zwischenformen, bei denen eine immer stärkere Gliederung des Gefäßkörpers auftrat.
Bei den Sturzbechern des Frühmittelalters handelt es sich um eine Becherform mit konkaver oder zylindrischer Wand, der Boden ist vom übrigen Teil des Gefäßes deutlich abgesetzt. Der Boden kann gerundet sein oder unterschiedlich gestaltete Spitzen aufweisen. Gestelle zum Halten der Sturzbecher sind aus dem Frühmittelalter nicht bekannt.
Der gerundete Boden kommt hierbei am häufigsten vor. Bodenspitzen können kugelig, tropfenförmig oder bis zu nadelfein ausgezogen werden. Vor allem kugelige Bodenspitzen können mit opak-weißer Glasmasse verziert sein. Hierfür wird entweder eine schon vorhandene Bodenspitze in eine anders farbige Glasmasse getaucht oder ein anders farbiger Glastropfen auf den Boden aufgesetzt und abgerundet. Manchmal kann um eine Bodenspitze auch eine opak-weiße Fadenspirale in ein bis drei Windungen gelegt werden.
Zudem unterscheidet man modelverzierte Sturzbecher mit zahlreichen feinen Rippen von solchen mit glatter Wand. Glatte Wände können mit Fadenspiralen verziert werden.
Die frühmittelalterlichen Sturzbecher sind meist hellgrün, gelb- oder olivgrün oder blaugrün. In der Regel handelt es sich dabei um natürliche Färbungen, die auf Verunreinigungen des zur Herstellung benötigten Quarzsandes durch Eisenoxide zurückzuführen sind. Die Farbe konnte aber auch gezielt, beispielsweise durch die Zugabe von Kupferoxiden, erreicht werden. Für die opak-weißen Verzierungen der Gläser wurde Antimon zur Glasmasse gegeben. Die Gläser sind zudem häufig und sehr stark mit Bläschen, schwarzen Rußpartikeln und Schlieren durchsetzt. Hierbei könnte es sich um eine beabsichtigte Art der Verzierung handeln.
Der frühmittelalterliche Sturzbecher wird in drei Typen aufgeteilt: Typ A, Typ B und Typ D.
- Sturzbecher A mit konkaver Wand
- Sturzbecher B mit konischer Wand
- Sturzbecher D mit annähernd zylindrischer Wand

### Herstellung
Um die Sturzbecher herzustellen, wurde das mit der Glasmacherpfeife aufgenommene Glas zu einer kleinen Glasblase erweitert und anschließend mit einer Zange in der Mitte der Wand eingedrückt, wodurch sich die für die Sturzbecher charakteristische Einschnürung ergibt. Durch weiteres Blasen wurde der Becher aufgeweitet, anschließend wurde der Boden unter Drehbewegungen auf eine Märbelplatte gedrückt, um den ausladenden Bodenbereich zu erreichen. Mit einer Zange oder einem anderen spitzen Gegenstand konnte eine Bodenspitze herausgezogen werden.
Um Gläser mit Modelverzierungen herzustellen, wurde die Glasmasse in längsgerippte Formen aus Holz, Stein oder Ton geblasen. Das Glas wurde anschließend unter Drehbewegungen herausgezogen, wodurch sich eine schräge Riefelung ergab.

## Spätere Sturzbecher
Im 14. Jahrhundert entwickelten Siegburger Töpfer eine Sonderform des Sturzbechers aus dem dort entwickelten Trichterhalsbecher. Dieses Steinzeuggefäß wurde in rheinischen Töpferzentren noch bis ins 17. Jahrhundert hergestellt und diente der Unterhaltung bei Trinkgelagen.
Eine Sonderform aus dem 16./17. Jahrhundert ist der Jungfrauenbecher oder Brautbecher, bei dem eine zweite Schale drehbar angebracht ist. Bei dieser im Nürnberger Raum verbreiteten Form musste ein Brautpaar beide Schalen gleichzeitig austrinken, ohne dabei deren Inhalt zu verschütten.

## Sonstiges
Eine vergleichbare Bauform hat der in Großbritannien bekannte Stirrup Cup (Steigbügel-Becher), dort wurde er vor der Jagd den Reitern gereicht (Satteltrunk).